# Saxifraga dongchuanensis
Saxifraga dongchuanensis är en stenbräckeväxtart som beskrevs av H.Chuang. Saxifraga dongchuanensis ingår i Bräckesläktet som ingår i familjen stenbräckeväxter. Inga underarter finns listade i Catalogue of Life.